# Lijst van spelers van Malmö FF
Deze lijst omvat voetballers die bij de Zweedse voetbalclub Malmö FF spelen of gespeeld hebben. De spelers zijn alfabetisch gerangschikt.

## A
- Peter Abelsson
- Samuel Adrian
- Enoch Adu
- Per Ågren
- Lars Ahlfeldt
- Robert Åhman-Persson
- Per-Åke Åkesson
- Pertti Alaja
- Miiko Albornoz
- John Allen
- Stefan Alvén
- Afonso Alves
- Anders Andersson
- Conny Andersson
- Daniel Andersson
- Johan Andersson
- Kent Andersson
- Magnus Andersson
- Mikael Andersson
- Ove Andersson
- Patrick Andersson
- Patrik Andersson
- Roland Andersson
- Rolf Andersson
- Roy Andersson
- Tommy Andersson
- Greger Andrijevski
- Mats Arvidsson
- Muamet Asanovski
- Sanny Åslund
- Mattias Asper
- Jeffrey Aubynn
- Jonas Axeldal
- Zlatan Azinović

## B
- Samuel Barlay
- Lee Baxter
- Jesper Bech
- Helge Bengtsson
- Jan Bengtsson
- Rasmus Bengtsson
- Kristian Bergström
- Billy Berntsson
- Bernard Beuken
- Ólafur Bjarnason
- Rolf Björklund
- Inge Blomberg
- Alexander Blomqvist
- Hasse Borg
- Karim Bovar

## C
- Lennart Carlsson-Askerlund
- Tore Cervin
- Louay Chanko
- Anders Christiansen
- Paweł Cibicki
- Matias Concha
- Dan Corneliusson

## D
- Johan Dahlin
- Martin Dahlin
- Fredrik Dahlström
- Jimmy Dixon
- Marcus Dubré
- David Durmaz
- Jimmy Durmaz

## E
- Walfrid Ek
- Anders Ekelund
- Marcus Ekheim
- Jan Ekström
- Driss El Asmars
- Joseph Elanga
- Bertil Elmstedt
- Deval Eminovski
- Leif Engqvist
- Björn Enqvist
- Magnus Eriksson
- Rolf Eriksson
- Ingemar Erlandsson

## F
- Benjamin Fadi
- Jonnie Fedel
- Roberto Fernández
- Wilton Figueiredo
- Jens Fjellström
- Emil Forsberg
- Simon Forsén
- Freddie Forsland
- Björn Friberg
- Erik Friberg
- Max Fuxberg

## G
- Gabriel
- Dejan Garača
- Ingvar Gärd
- Tobias Grahn
- Lars Granström
- Emil Gudmundsson
- Niklas Gudmundsson
- Johan Guiomar-Nilsson
- Charles Gustavsson

## H
- * Dennis Hadzikadunic
- Emil Hallfreðsson
- Markus Halsti
- Jiloan Hamad
- Johan Hammar
- Aage Hansen
- John Hansen
- Niklas Hansson
- Tommy Hansson
- Labinot Harbuzi
- Per Harrysson
- Filip Helander
- Arne Hjertsson
- Kjell Hjertsson
- Sven Hjertsson
- Glenn Holgersson
- Jon Inge Høiland
- Nils Hult

## I
- Zlatan Ibrahimović
- Peter Ijeh

## J
- Christer Jacobsson
- Pontus Jansson
- Christian Järdler
- Mike Jensen
- Alexander Jeremejeff
- Erik Johansson (1976)
- Erik Johansson (1988)
- Hans Johansson
- Jonatan Johansson
- Marko Johansson
- Piotr Johansson
- Anders Jönsson
- Egon Jönsson
- Harry Jönsson
- Jon Jönsson
- Kent Jönsson
- Peter Jonsson
- Peter Jönsson
- Tommy Jönsson
- José Junior

## K
- Christian Karlsson
- Ove Karlsson
- Isaac Kiese Thelin
- Niclas Kindvall
- Jan-Olov Kinnvall
- Ulf Kleander
- Pa Konate
- Raoul Kouakou
- Krister Kristensson
- Simon Kroon
- Rick Kruys

## L
- Valentino Lai
- Bo Larsson
- Daniel Larsson
- Lasse Larsson
- Tommy Larsson
- Rawez Lawan
- Tobias Lewicki
- Mats Lilienberg
- Håkan Lindman
- Bengt Lindskog
- Jari Litmanen
- Roger Ljung
- Anders Ljungberg
- David Löfqvist
- Roland Löwegren
- Darko Lukanović
- Jörgen Lundgren

## M
- Mats Magnusson
- Daniel Majstorović
- Tobias Malm
- Christer Malmberg
- Claes Malmberg
- Alexander Malmström
- Hans Malmström
- Arne Månsson
- Sture Mårtensson
- Ulf Mårtensson
- Hasse Mattisson
- Kenneth Mattsson
- Paul McKinnon
- Agon Mehmeti
- Dušan Melichárek
- Guðmundur Mete
- Philip Milenkovic
- Joakim Moberg
- Sixten Mohlin
- Guillermo Molins
- Jan Möller
- Anes Mravac
- Miljan Mutavdžić

## N
- Daniel Nannskog
- André Nascimento
- Amin Nazari
- Omid Nazari
- Brian Nielsen
- Lasse Nielsen
- Alex Nilsson
- Andreas Nilsson
- Bertil Nilsson
- Björn Nilsson
- Erik Nilsson
- Gösta Nilsson
- Gustaf Nilsson
- Henrik Nilsson
- Joakim Nilsson (1966)
- Joakim Nilsson (1985)
- Robin Nilsson
- Stellan Nilsson
- Sven Nilsson
- Tobias Nilsson
- Viktor Noring
- Jussi Nuorela
- Mika Nurmela
- Niclas Nyhlén

## O
- Prawitz Öberg
- Edward Ofere
- Jörgen Ohlin
- Anders Ohlsson
- Jörgen Ohlsson
- Curt Olsberg
- Robin Olsen
- Bo-Göran Olsson
- Patrik Olsson
- Thomas Olsson
- Yksel Osmanovski
- Mahmut Özen

## P
- Anders Palmér
- Karl-Erik Palmer
- Tim Parkin
- Caspar Pauckstadt
- Ivo Pękalski
- Joakim Persson
- Olof Persson
- Thommie Persson
- Torbjörn Persson
- Petar Petrović
- Jörgen Pettersson
- Marcus Pode
- Miroslav Polak
- Robert Prytz

## R
- Erdal Rakip
- Mathias Ranégie
- Tokelo Rantie
- Roland Rasmusson
- Tomas Ražanauskas
- Dardan Rexhepi
- Ricardinho
- Joel Ringström
- Mikael Rönnberg
- Kjell Rosén
- Markus Rosenberg
- Ingvar Rydell

## S
- Behrang Safari
- Carl Sandberg
- Sune Sandbring
- Nils-Åke Sandell
- Jonas Sandqvist
- Stefan Schwarz
- Ylli Shabani
- Carl Shutt
- Gert-Inge Sigfridsson
- Milan Simeunovic
- Ante Šimundža
- Ulf Sivnert
- Thomas Sjöberg
- Bent Skammelsrud
- Niklas Skoog
- Daniel Sliper
- Peter Sørensen
- John Steen-Olsen
- Babis Stefanidis
- Filip Stenström
- Sten Sternqvist
- Mats Strandberg
- Tony Ström
- Rickard Strömbäck
- Jasmin Sudić
- Patrik Sundström
- Thomas Sunesson
- Ingvar Svahn
- Anders Svensson
- Håkan Svensson
- Jan-Åke Svensson
- Lennart Svensson
- Roger Svensson
- Tore Svensson
- Sverrir Sverrisson
- Igor Sypniewski
- Dag Szepanski

## T
- Jimmy Tamandi
- Börje Tapper
- Staffan Tapper
- Petter Thelin
- Daniel Theorin
- Jonas Thern
- Simon Thern
- Henry Thillberg
- Mattias Thylander
- Ola Tidman
- Anton Tinnerholm
- Ola Toivonen
- John Torstensson

## U
- Tobias Uddenäs

## V
- Jeppe Vestergaard
- Andreas Vindheim
- Ulrich Vinzents
- Jean-Paul Vonderburg

## W
- Kenneth Wegner
- Victor Wernersson
- Jonas Wirmola

## Y
- Yago
- Andreas Yngvesson